# Mauritz Johansson
Mauritz Johansson (n. 19 martie 1881, Bottnaryd⁠(d), Comitatul Jönköping, Suedia – d. 7 octombrie 1966, Lidingö, Comitatul Stockholm, Suedia) a fost un trăgător de tir ce a reprezentat Suedia, medaliat olimpic. A participat la o ediție a Jocurilor Olimpice (1924) în care a câștigat o medalie de argint și o medalie de bronz.